# Medaliści mistrzostw świata w tenisie stołowym
Lista medalistów indywidualnych mistrzostw świata i drużynowych mistrzostw świata:

## Gra pojedyncza kobiet
Źródło:
| Mistrzostwa     | Zwyciężczyni                 | 2. miejsce                   | 3. miejsce                   |
| --------------- | ---------------------------- | ---------------------------- | ---------------------------- |
| Londyn 1926     | Mária Mednyánszky            | Doris Evans-Gubbins          | Jabloinka Masivna            |
| Londyn 1926     | Mária Mednyánszky            | Doris Evans-Gubbins          | Winifred Land                |
| Sztokholm 1928  | Mária Mednyánszky            | Erika Metzger                | Doris Evans-Gubbins          |
| Sztokholm 1928  | Mária Mednyánszky            | Erika Metzger                | Joan Ingram                  |
| Budapeszt 1929  | Mária Mednyánszky            | Trude Wildam                 | Anna Sipos                   |
| Budapeszt 1929  | Mária Mednyánszky            | Trude Wildam                 | Magda Gál                    |
| Berlin 1930     | Mária Mednyánszky            | Anna Sipos                   | Josefine Kolbe               |
| Berlin 1930     | Mária Mednyánszky            | Anna Sipos                   | Trude Wildam                 |
| Budapeszt 1931  | Mária Mednyánszky            | Mona Müller-Rüster           | Anna Sipos                   |
| Budapeszt 1931  | Mária Mednyánszky            | Mona Müller-Rüster           | Magda Gál                    |
| Praga 1932      | Anna Sipos                   | Mária Mednyánszky            | Marie Šmídová-Masaková       |
| Praga 1932      | Anna Sipos                   | Mária Mednyánszky            | Magda Gál                    |
| Baden 1933      | Anna Sipos                   | Mária Mednyánszky            | Astrid Horn-Hobohm-Krebsbach |
| Baden 1933      | Anna Sipos                   | Mária Mednyánszky            | Magda Gál                    |
| Paryż 1934      | Marie Kettnerová             | Astrid Horn-Hobohm-Krebsbach | Dora Emdin                   |
| Paryż 1934      | Marie Kettnerová             | Astrid Horn-Hobohm-Krebsbach | Magda Gál                    |
| Londyn 1935     | Marie Kettnerová             | Magda Gál                    | Marcelle Delacour            |
| Londyn 1935     | Marie Kettnerová             | Magda Gál                    | Marie Šmídová-Masaková       |
| Praga 1936      | Ruth Hughes Aarons           | Astrid Horn-Hobohm-Krebsbach | Marie Kettnerová             |
| Praga 1936      | Ruth Hughes Aarons           | Astrid Horn-Hobohm-Krebsbach | Marie Šmídová-Masaková       |
| Baden 1937      | Ruth Hughes Aarons           | –                            | Marie Kettnerová             |
| Baden 1937      | Gertrude Pritzi              | –                            | Hilde Bussman                |
| Londyn 1938     | Gertrude Pritzi              | Vlasta Pokorná-Depetrisová   | Betty Henry                  |
| Londyn 1938     | Gertrude Pritzi              | Vlasta Pokorná-Depetrisová   | Věra Votrubcová              |
| Kair 1939       | Vlasta Pokorná-Depetrisová   | Trude Pritzi                 | Marie Kettnerová             |
| Kair 1939       | Vlasta Pokorná-Depetrisová   | Trude Pritzi                 | Samiha Naihi                 |
| Paryż 1947      | Gizella Lantos-Gervai-Farkas | Elizabeth Blackbourn         | Trude Pritzi                 |
| Paryż 1947      | Gizella Lantos-Gervai-Farkas | Elizabeth Blackbourn         | Vera Thomas-Dace             |
| Londyn 1948     | Gizella Lantos-Gervai-Farkas | Vera Thomas-Dace             | Vlasta Pokorná-Depetrisová   |
| Londyn 1948     | Gizella Lantos-Gervai-Farkas | Vera Thomas-Dace             | Angelica Rozeanu             |
| Sztokholm 1949  | Gizella Lantos-Gervai-Farkas | Květa Hrušková               | Trude Pritzi                 |
| Sztokholm 1949  | Gizella Lantos-Gervai-Farkas | Květa Hrušková               | Thelma Thall                 |
| Budapeszt 1950  | Angelica Rozeanu             | Gizella Lantos-Gervai-Farkas | Sari Szasz-Kolosvary         |
| Budapeszt 1950  | Angelica Rozeanu             | Gizella Lantos-Gervai-Farkas | Rózsi Kárpáti                |
| Wiedeń 1951     | Angelica Rozeanu             | Gizella Lantos-Gervai-Farkas | Leah Neuberger-Thall         |
| Wiedeń 1951     | Angelica Rozeanu             | Gizella Lantos-Gervai-Farkas | Gertrude Pritzi              |
| Mumbaj 1952     | Angelica Rozeanu             | Gizella Lantos-Gervai-Farkas | Rosalind Rowe                |
| Mumbaj 1952     | Angelica Rozeanu             | Gizella Lantos-Gervai-Farkas | Ermelinde Rumpler-Wertl      |
| Bukareszt 1953  | Angelica Rozeanu             | Gizella Lantos-Gervai-Farkas | Rosalind Rowe                |
| Bukareszt 1953  | Angelica Rozeanu             | Gizella Lantos-Gervai-Farkas | Diane Scholer-Rowe           |
| Londyn 1954     | Angelica Rozeanu             | Yoshiko Tanaka               | Fujie Eguchi                 |
| Londyn 1954     | Angelica Rozeanu             | Yoshiko Tanaka               | Eva Földi-Koczian            |
| Utrecht 1955    | Angelica Rozeanu             | Ermelinde Rumpler-Wertl      | Kiiko Watanabe               |
| Utrecht 1955    | Angelica Rozeanu             | Ermelinde Rumpler-Wertl      | Eva Földi-Koczian            |
| Tokio 1956      | Tomi Ōkawa                   | Kiiko Watanabe               | Ella Constantinescu-Zeller   |
| Tokio 1956      | Tomi Ōkawa                   | Kiiko Watanabe               | Fujie Eguchi                 |
| Sztokholm 1957  | Fujie Eguchi                 | Ann Haydon                   | Ella Constantinescu-Zeller   |
| Sztokholm 1957  | Fujie Eguchi                 | Ann Haydon                   | Kiiko Watanabe               |
| Dortmund 1959   | Kmiyo Matsuzaki              | Fujie Eguchi                 | Qiu Zhonghui                 |
| Dortmund 1959   | Kmiyo Matsuzaki              | Fujie Eguchi                 | Eva Földi-Koczian            |
| Pekin 1961      | Qiu Zhonghui                 | Eva Földi-Koczian            | Kmiyo Matsuzaki              |
| Pekin 1961      | Qiu Zhonghui                 | Eva Földi-Koczian            | Wang Jian                    |
| Praga 1963      | Kimiyo Matsuzaki             | Maria Alexandru-Golopenta    | Ella Constantinescu-Zeller   |
| Praga 1963      | Kimiyo Matsuzaki             | Maria Alexandru-Golopenta    | Sun Meiying                  |
| Lublana 1965    | Naoko Fukazu                 | Lin Huiqing                  | Li Li                        |
| Lublana 1965    | Naoko Fukazu                 | Lin Huiqing                  | Noriko Yamanaka              |
| Sztokholm 1967  | Sachiko Morisawa             | Naoko Fukazu                 | Zoja Rudnowa                 |
| Sztokholm 1967  | Sachiko Morisawa             | Naoko Fukazu                 | Noriko Yamanaka              |
| Monachium 1969  | Toshiko Kowada               | Gabriel Geissler             | Maria Alexandru-Golopenta    |
| Monachium 1969  | Toshiko Kowada               | Gabriel Geissler             | Miho Hamada                  |
| Nagoja 1971     | Lin Huiqing                  | Zheng Minzhi                 | Li Li                        |
| Nagoja 1971     | Lin Huiqing                  | Zheng Minzhi                 | Ilona Uhliková-Vostová       |
| Sarajewo 1973   | Hu Yulan                     | Alice Grofová-Chaldková      | Zhang Li                     |
| Sarajewo 1973   | Hu Yulan                     | Alice Grofová-Chaldková      | Park Mi-ra                   |
| Kolkata 1975    | Pak Yung-sun                 | Zhang Li                     | Ge Xin’ai                    |
| Kolkata 1975    | Pak Yung-sun                 | Zhang Li                     | Tatiana Ferdman              |
| Birmingham 1977 | Pak Yung-sun                 | Zhang Li                     | Ge Xin’ai                    |
| Birmingham 1977 | Pak Yung-sun                 | Zhang Li                     | Zhang Deying                 |
| Pjongjang 1979  | Ge Xin’ai                    | Song Suk-li                  | Tong Ling                    |
| Pjongjang 1979  | Ge Xin’ai                    | Song Suk-li                  | Zhang Deying                 |
| Nowy Sad 1981   | Tong Ling                    | Cao Yanhua                   | Lee Soo-ja                   |
| Nowy Sad 1981   | Tong Ling                    | Cao Yanhua                   | Zhang Deying                 |
| Tokio 1983      | Cao Yanhua                   | Yang Young-ja                | Huang Junqun                 |
| Tokio 1983      | Cao Yanhua                   | Yang Young-ja                | Qi Baoxiang                  |
| Göteborg 1985   | Cao Yanhua                   | Geng Lijuan                  | Qi Baoxiang                  |
| Göteborg 1985   | Cao Yanhua                   | Geng Lijuan                  | Dai Lili                     |
| Nowe Delhi 1987 | He Zhili                     | Yang Young-ja                | Guan Jianhua                 |
| Nowe Delhi 1987 | He Zhili                     | Yang Young-ja                | Dai Lili                     |
| Dortmund 1989   | Qiao Hong                    | Li Bun-hui                   | Hyun Jung-hwa                |
| Dortmund 1989   | Qiao Hong                    | Li Bun-hui                   | Chen Jing                    |
| Chiba 1991      | Deng Yaping                  | Li Bun-hui                   | Chan Tanlui                  |
| Chiba 1991      | Deng Yaping                  | Li Bun-hui                   | Qiao Hong                    |
| Göteborg 1993   | Hyun Jung-hwa                | Chen Jing                    | Otilla Badescu               |
| Göteborg 1993   | Hyun Jung-hwa                | Chen Jing                    | Gao Junchang                 |
| Tiencin 1995    | Deng Yaping                  | Qiao Hong                    | Liu Wei                      |
| Tiencin 1995    | Deng Yaping                  | Qiao Hong                    | Qiao Yunping                 |
| Manchester 1997 | Deng Yaping                  | Wang Nan                     | Li Ju                        |
| Manchester 1997 | Deng Yaping                  | Wang Nan                     | Wu Na                        |
| Eindhoven 1999  | Wang Nan                     | Zhang Yining                 | Li Nan                       |
| Eindhoven 1999  | Wang Nan                     | Zhang Yining                 | Ryu Ji-hae                   |
| Osaka 2001      | Wang Nan                     | Lin Ling                     | Kim Yun-mi                   |
| Osaka 2001      | Wang Nan                     | Lin Ling                     | Zhang Yining                 |
| Paryż 2003      | Wang Nan                     | Zhang Yining                 | Tamara Boroš                 |
| Paryż 2003      | Wang Nan                     | Zhang Yining                 | Li Ju                        |
| Szanghaj 2005   | Zhang Yining                 | Guo Yan                      | Guo Yue                      |
| Szanghaj 2005   | Zhang Yining                 | Guo Yan                      | Lin Ling                     |
| Zagrzeb 2007    | Guo Yue                      | Li Xiaoxia                   | Zhang Yining                 |
| Zagrzeb 2007    | Guo Yue                      | Li Xiaoxia                   | Guo Yan                      |
| Jokohama 2009   | Zhang Yining                 | Guo Yue                      | Liu Shiwen                   |
| Jokohama 2009   | Zhang Yining                 | Guo Yue                      | Li Xiaoxia                   |
| Rotterdam 2011  | Ding Ning                    | Li Xiaoxia                   | Liu Shiwen                   |
| Rotterdam 2011  | Ding Ning                    | Li Xiaoxia                   | Guo Yue                      |
| Paryż 2013      | Li Xiaoxia                   | Liu Shiwen                   | Ding Ning                    |
| Paryż 2013      | Li Xiaoxia                   | Liu Shiwen                   | Zhu Yuling                   |
| Suzhou 2015     | Ding Ning                    | Liu Shiwen                   | Li Xiaoxia                   |
| Suzhou 2015     | Ding Ning                    | Liu Shiwen                   | Mu Zi                        |
| Düsseldorf 2017 | Ding Ning                    | Zhu Yuling                   | Miu Hirano                   |
| Düsseldorf 2017 | Ding Ning                    | Zhu Yuling                   | Liu Shiwen                   |
| Budapeszt 2019  | Liu Shiwen                   | Chen Meng                    | Ding Ning                    |
| Budapeszt 2019  | Liu Shiwen                   | Chen Meng                    | Wang Manyu                   |

## Gra pojedyncza mężczyzn
Źródło:
| Mistrzostwa     | Zwycięzca            | 2. miejsce        | 3. miejsce          |
| --------------- | -------------------- | ----------------- | ------------------- |
| Londyn 1926     | Roland Jacobi        | Zoltán Mechlovits | S. Suppiah          |
| Londyn 1926     | Roland Jacobi        | Zoltán Mechlovits | Munio Pillinger     |
| Sztokholm 1928  | Zoltán Mechlovits    | László Bellak     | Paul Flussmann      |
| Sztokholm 1928  | Zoltán Mechlovits    | László Bellak     | Alfred Liebster     |
| Budapeszt 1929  | Fred Perry           | Miklós Szabados   | Adrian Haydon       |
| Budapeszt 1929  | Fred Perry           | Miklós Szabados   | Zoltán Mechlovits   |
| Berlin 1930     | Viktor Barna         | László Bellak     | István Kelen        |
| Berlin 1930     | Viktor Barna         | László Bellak     | Lajos-Leopold David |
| Budapeszt 1931  | Miklós Szabados      | Viktor Barna      | Nikita Madjaroglou  |
| Budapeszt 1931  | Miklós Szabados      | Viktor Barna      | Ferenc Kovács       |
| Praga 1932      | Viktor Barna         | Miklós Szabados   | Erwin Kohn          |
| Praga 1932      | Viktor Barna         | Miklós Szabados   | István Boros        |
| Baden 1933      | Viktor Barna         | Stanislav Kolář   | Adrian Haydon       |
| Baden 1933      | Viktor Barna         | Stanislav Kolář   | Sándor Glancz       |
| Paryż 1934      | Viktor Barna         | László Bellak     | Tibor Házi          |
| Paryż 1934      | Viktor Barna         | László Bellak     | Miklós Szabados     |
| Londyn 1935     | Viktor Barna         | Miklós Szabados   | Alojzy Ehrlich      |
| Londyn 1935     | Viktor Barna         | Miklós Szabados   | Erwin Kohn          |
| Praga 1936      | Stanislav Kolář      | Alojzy Ehrlich    | Richard Bergmann    |
| Praga 1936      | Stanislav Kolář      | Alojzy Ehrlich    | Ferenc Soós         |
| Baden 1937      | Richard Bergmann     | Alojzy Ehrlich    | Hans Hartinger      |
| Baden 1937      | Richard Bergmann     | Alojzy Ehrlich    | Ferenc Soós         |
| Londyn 1938     | Bohumil Váňa         | Richard Bergmann  | Viktor Barna        |
| Londyn 1938     | Bohumil Váňa         | Richard Bergmann  | Tibor Házi          |
| Kair 1939       | Richard Bergmann     | Alojzy Ehrlich    | Bohumil Váňa        |
| Kair 1939       | Richard Bergmann     | Alojzy Ehrlich    | Žarko Dolinar       |
| Paryż 1947      | Bohumil Váňa         | Ferenc Sidó       | Louis Pagliaro      |
| Paryż 1947      | Bohumil Váňa         | Ferenc Sidó       | Johnny Leach        |
| Londyn 1948     | Richard Bergmann     | Bohumil Váňa      | Guy Amouretti       |
| Londyn 1948     | Richard Bergmann     | Bohumil Váňa      | Ivan Andreadis      |
| Sztokholm 1949  | Johnny Leach         | Bohumil Váňa      | Martin Reisman      |
| Sztokholm 1949  | Johnny Leach         | Bohumil Váňa      | Ferenc Soós         |
| Budapeszt 1950  | Richard Bergmann     | Ferenc Soós       | Ivan Andreadis      |
| Budapeszt 1950  | Richard Bergmann     | Ferenc Soós       | Ferenc Sidó         |
| Wiedeń 1951     | Johnny Leach         | Ivan Andreadis    | Ferenc Sidó         |
| Wiedeń 1951     | Johnny Leach         | Ivan Andreadis    | Václav Tereba       |
| Mumbaj 1952     | Hiroji Satō          | József Koczian    | Guy Amouretti       |
| Mumbaj 1952     | Hiroji Satō          | József Koczian    | René Roothooft      |
| Bukareszt 1953  | Ferenc Sidó          | Ivan Andreadis    | József Koczian      |
| Bukareszt 1953  | Ferenc Sidó          | Ivan Andreadis    | Ladislav Štípek     |
| Londyn 1954     | Ichirō Ogimura       | Tage Flisberg     | Ivan Andreadis      |
| Londyn 1954     | Ichirō Ogimura       | Tage Flisberg     | Richard Bergmann    |
| Utrecht 1955    | Toshiaki Tanaka      | Žarko Dolinar     | Stephen Cafiero     |
| Utrecht 1955    | Toshiaki Tanaka      | Žarko Dolinar     | Ferenc Sidó         |
| Tokio 1956      | Ichirō Ogimura       | Toshiaki Tanaka   | Akio Nohira         |
| Tokio 1956      | Ichirō Ogimura       | Toshiaki Tanaka   | Yoshio Tomita       |
| Sztokholm 1957  | Toshiaki Tanaka      | Ichirō Ogimura    | Ivan Andreadis      |
| Sztokholm 1957  | Toshiaki Tanaka      | Ichirō Ogimura    | Heinz Schneider     |
| Dortmund 1959   | Rong Guotuan         | Ferenc Sidó       | Richard Miles       |
| Dortmund 1959   | Rong Guotuan         | Ferenc Sidó       | Ichirō Ogimura      |
| Pekin 1961      | Zhuang Zedong        | Li Furong         | Zhang Xielin        |
| Pekin 1961      | Zhuang Zedong        | Li Furong         | Xu Yinsheng         |
| Praga 1963      | Zhuang Zedong        | Li Furong         | Zhang Xielin        |
| Praga 1963      | Zhuang Zedong        | Li Furong         | Wang Zhiliang       |
| Lublana 1965    | Zhuang Zedong        | Li Furong         | Zhou Lansun         |
| Lublana 1965    | Zhuang Zedong        | Li Furong         | Eberhard Schöler    |
| Sztokholm 1967  | Nobuhiko Hasegawa    | Mitsuru Kōno      | Kōji Kimura         |
| Sztokholm 1967  | Nobuhiko Hasegawa    | Mitsuru Kōno      | Eberhard Schöler    |
| Monachium 1969  | Shigeo Itō           | Eberhard Schöler  | Kenji Kasai         |
| Monachium 1969  | Shigeo Itō           | Eberhard Schöler  | Tokio Tasaka        |
| Nagoja 1971     | Stellan Bengtsson    | Shigeo Itō        | Xi Enting           |
| Nagoja 1971     | Stellan Bengtsson    | Shigeo Itō        | Dragutin Šurbek     |
| Sarajewo 1973   | Xi Enting            | Kjell Johansson   | Anton Stipančić     |
| Sarajewo 1973   | Xi Enting            | Kjell Johansson   | Dragutin Šurbek     |
| Kolkata 1975    | István Jónyer        | Anton Stipančić   | Mitsuru Kōno        |
| Kolkata 1975    | István Jónyer        | Anton Stipančić   | Norio Takashima     |
| Birmingham 1977 | Mitsuru Kōno         | Guo Yuehua        | Huang Liang         |
| Birmingham 1977 | Mitsuru Kōno         | Guo Yuehua        | Liang Geliang       |
| Pjongjang 1979  | Seiji Ono            | Guo Yuehua        | Li Zhenshi          |
| Pjongjang 1979  | Seiji Ono            | Guo Yuehua        | Liang Geliang       |
| Nowy Sad 1981   | Guo Yuehua           | Cai Zhenhua       | Stellan Bengtsson   |
| Nowy Sad 1981   | Guo Yuehua           | Cai Zhenhua       | Dragutin Šurbek     |
| Tokio 1983      | Guo Yuehua           | Cai Zhenhua       | Jiang Jialiang      |
| Tokio 1983      | Guo Yuehua           | Cai Zhenhua       | Wang Huiyuan        |
| Göteborg 1985   | Jiang Jialiang       | Chen Longcan      | Teng Yi             |
| Göteborg 1985   | Jiang Jialiang       | Chen Longcan      | Lo Chuentsung       |
| Nowe Delhi 1987 | Jiang Jialiang       | Jan-Ove Waldner   | Chen Xinhua         |
| Nowe Delhi 1987 | Jiang Jialiang       | Jan-Ove Waldner   | Teng Yi             |
| Dortmund 1989   | Jan-Ove Waldner      | Jörgen Persson    | Andrzej Grubba      |
| Dortmund 1989   | Jan-Ove Waldner      | Jörgen Persson    | Yu Shentong         |
| Chiba 1991      | Jörgen Persson       | Jan-Ove Waldner   | Kim Taek-soo        |
| Chiba 1991      | Jörgen Persson       | Jan-Ove Waldner   | Ma Wenge            |
| Göteborg 1993   | Jean-Philippe Gatien | Jean-Michel Saive | Zoran Primorac      |
| Göteborg 1993   | Jean-Philippe Gatien | Jean-Michel Saive | Jan-Ove Waldner     |
| Tiencin 1995    | Kong Linghui         | Liu Guoliang      | Ding Song           |
| Tiencin 1995    | Kong Linghui         | Liu Guoliang      | Wang Tao            |
| Manchester 1997 | Jan-Ove Waldner      | Władimir Samsonow | Kong Linghui        |
| Manchester 1997 | Jan-Ove Waldner      | Władimir Samsonow | Yan Sen             |
| Eindhoven 1999  | Liu Guoliang         | Ma Lin            | Werner Schlager     |
| Eindhoven 1999  | Liu Guoliang         | Ma Lin            | Jan-Ove Waldner     |
| Osaka 2001      | Wang Liqin           | Kong Linghui      | Ma Lin              |
| Osaka 2001      | Wang Liqin           | Kong Linghui      | Chiang Peng-lung    |
| Paryż 2003      | Werner Schlager      | Joo Se-hyuk       | Kong Linghui        |
| Paryż 2003      | Werner Schlager      | Joo Se-hyuk       | Kalinikos Kreannga  |
| Szanghaj 2005   | Wang Liqin           | Ma Lin            | Michael Maze        |
| Szanghaj 2005   | Wang Liqin           | Ma Lin            | Oh Sang-eun         |
| Zagrzeb 2007    | Wang Liqin           | Ma Lin            | Wang Hao            |
| Zagrzeb 2007    | Wang Liqin           | Ma Lin            | Ryu Seung-min       |
| Jokohama 2009   | Wang Hao             | Wang Liqin        | Ma Lin              |
| Jokohama 2009   | Wang Hao             | Wang Liqin        | Ma Long             |
| Rotterdam 2011  | Zhang Jike           | Wang Hao          | Timo Boll           |
| Rotterdam 2011  | Zhang Jike           | Wang Hao          | Ma Long             |
| Paryż 2013      | Zhang Jike           | Wang Hao          | Xu Xin              |
| Paryż 2013      | Zhang Jike           | Wang Hao          | Ma Long             |
| Suzhou 2015     | Ma Long              | Fang Bo           | Fan Zhendong        |
| Suzhou 2015     | Ma Long              | Fang Bo           | Zhang Jike          |
| Düsseldorf 2017 | Ma Long              | Fan Zhendong      | Xu Xin              |
| Düsseldorf 2017 | Ma Long              | Fan Zhendong      | Lee Sang-su         |
| Budapeszt 2019  | Ma Long              | Mattias Falck     | An Jae-hyun         |
| Budapeszt 2019  | Ma Long              | Mattias Falck     | Liang Jingkun       |

## Gra podwójna kobiet
Źródło:
| Mistrzostwa     | Zwyciężczynie                                 | 2. miejsce                                         | 3. miejsce                                           |
| --------------- | --------------------------------------------- | -------------------------------------------------- | ---------------------------------------------------- |
| Sztokholm 1928  | Fanchette Flamm Mária Mednyánszky             | Doris Evans-Gubbins Brenda Sommerville             | Joan Ingram Winifred Land                            |
| Budapeszt 1929  | Erika Metzger Mona Rüster                     | Fanchette Flamm Trude Wildam                       | Mária Mednyánszky Anna Sipos                         |
| Budapeszt 1929  | Erika Metzger Mona Rüster                     | Fanchette Flamm Trude Wildam                       | Ilona Zador Magda Gál                                |
| Berlin 1930     | Mária Mednyánszky Anna Sipos                  | Magda Gál Marta Komaromi                           | Josefine Kolbe Etta Neumann                          |
| Berlin 1930     | Mária Mednyánszky Anna Sipos                  | Magda Gál Marta Komaromi                           | Helly Reitzer Trude Wildam                           |
| Budapeszt 1931  | Mária Mednyánszky Anna Sipos                  | Magda Gál Lili Tiszai-Tenner                       | Lili Forbathi Helly Reitzer                          |
| Budapeszt 1931  | Mária Mednyánszky Anna Sipos                  | Magda Gál Lili Tiszai-Tenner                       | Mona Müller-Rüster Marie Šmídová-Masaková            |
| Praga 1932      | Mária Mednyánszky Anna Sipos                  | Anna Braunová Marie Šmídová-Masaková               | Berta Zdobnicka Věra Pavlásková                      |
| Praga 1932      | Mária Mednyánszky Anna Sipos                  | Anna Braunová Marie Šmídová-Masaková               | Anita Felguth-Denker Magda Gál                       |
| Baden 1933      | Mária Mednyánszky Anna Sipos                  | Magda Gál Emiline Racz                             | Jozka Veselska Marie Walterová                       |
| Baden 1933      | Mária Mednyánszky Anna Sipos                  | Magda Gál Emiline Racz                             | Anita Felguth-Denker Annemarie Schulz                |
| Paryż 1934      | Mária Mednyánszky Anna Sipos                  | Anita Felguth-Denker Astrid Horn-Hobohm-Krebsbach  | Marie Kettnerová Marie Šmídová-Masaková              |
| Paryż 1934      | Mária Mednyánszky Anna Sipos                  | Anita Felguth-Denker Astrid Horn-Hobohm-Krebsbach  | Hilde Bussmann Magda Gál                             |
| Londyn 1935     | Mária Mednyánszky Anna Sipos                  | Marie Kettnerová Marie Šmídová-Masaková            | L. Booker Hilde Bussmann                             |
| Londyn 1935     | Mária Mednyánszky Anna Sipos                  | Marie Kettnerová Marie Šmídová-Masaková            | Anita Felguth-Denker Astrid Horn-Hobohm-Krebsbach    |
| Praga 1936      | Marie Kettnerová Marie Šmídová-Masaková       | Vlasta Pokorná-Depetrisová Věra Votrubcová         | Mária Mednyánszky Magda Gál                          |
| Praga 1936      | Marie Kettnerová Marie Šmídová-Masaková       | Vlasta Pokorná-Depetrisová Věra Votrubcová         | Ruth Aarons-Hughes Jessie Purves                     |
| Baden 1937      | Vlasta Pokorná-Depetrisová Věra Votrubcová    | Margaret Knott-Osborne Wendy Woodhead              | Marie Kettnerová Annemarie Schulz                    |
| Baden 1937      | Vlasta Pokorná-Depetrisová Věra Votrubcová    | Margaret Knott-Osborne Wendy Woodhead              | Lilian Hutchings Stefanie Werle                      |
| Londyn 1938     | Vlasta Depetrisová Věra Votrubcová            | Dóra Beregi Ido Ferenczy                           | Dora Emdin Phylis Hodgkinson                         |
| Londyn 1938     | Vlasta Depetrisová Věra Votrubcová            | Dóra Beregi Ido Ferenczy                           | Doris Jordan Margaret Knott-Osborne                  |
| Kair 1939       | Hilde Bussmann Trude Pritzi                   | Angelica Rozeanu Sari Szasz-Kolosvary              | Věra Votrubcová Vlasta Pokorná-Depetrisová           |
| Kair 1939       | Hilde Bussmann Trude Pritzi                   | Angelica Rozeanu Sari Szasz-Kolosvary              | Samiha Naili Marie Kettnerová                        |
| Paryż 1947      | Gizella Lantos-Gervai-Farkas Trude Pritzi     | Mae Clouther Mona Monness                          | Mary Detournay-Stevens Josee Wouters                 |
| Paryż 1947      | Gizella Lantos-Gervai-Farkas Trude Pritzi     | Mae Clouther Mona Monness                          | Davida Hawthorn Leah Neuberger-Thall                 |
| Londyn 1948     | Margaret Franks Vera Thomas                   | Dóra Beregi Helen Elliot                           | Leh Neuberger-Thall Thelma Thall                     |
| Londyn 1948     | Margaret Franks Vera Thomas                   | Dóra Beregi Helen Elliot                           | Andrey Fowler Irene Lentle                           |
| Sztokholm 1949  | Gizella Lantos-Gervai-Farkas Helen Elliot     | Lilian Barnes Joan Crosby                          | Idi Kotková Elisak Krejcová-Furstová                 |
| Sztokholm 1949  | Gizella Lantos-Gervai-Farkas Helen Elliot     | Lilian Barnes Joan Crosby                          | Rózsi Kárpáti Erzsébet Mezei                         |
| Budapeszt 1950  | Dóra Beregi Helen Elliot                      | Gizella Lantos-Gervai-Farkas Angelica Rozeanu      | Květa Hrušková Eliska Krejcová-Fustová               |
| Budapeszt 1950  | Dóra Beregi Helen Elliot                      | Gizella Lantos-Gervai-Farkas Angelica Rozeanu      | Margaret Franks Vera Thomas-Dace                     |
| Wiedeń 1951     | Diane Rowe Rosaline Rowe                      | Angelica Rozeanu Sari Szasz-Kolosvary              | Rózsi Kárpáti Gizella Lantos-Gervai-Farkas           |
| Wiedeń 1951     | Diane Rowe Rosaline Rowe                      | Angelica Rozeanu Sari Szasz-Kolosvary              | Pauline Ickhoff Leah Neuberger-Thall                 |
| Mumbaj 1952     | Shizuku Norahara Tomie Nishimura              | Diane Scholer-Rowe Rosalind Rowe                   | Gizella Lantos-Gervai-Farkas Edit Sagi               |
| Mumbaj 1952     | Shizuku Norahara Tomie Nishimura              | Diane Scholer-Rowe Rosalind Rowe                   | Helen Elliot Ermelinde Rumpler-Wertl                 |
| Bukareszt 1953  | Gizella Lantos-Gervai-Farkas Angelica Rozeanu | Diane Scholer-Rowe Rosalind Rowe                   | Ermelinde Rumpler-Wertl Kathleen Thompson-Best       |
| Bukareszt 1953  | Gizella Lantos-Gervai-Farkas Angelica Rozeanu | Diane Scholer-Rowe Rosalind Rowe                   | Zsuzsa Javor-Fantusz Edit Sagi                       |
| Londyn 1954     | Diane Scholer-Rowe Rosalind Rowe              | Ann Haydon Kathleen Thompson-Best                  | Gizella Lantos-Gervai-Farkas Angelica Rozeanu        |
| Londyn 1954     | Diane Scholer-Rowe Rosalind Rowe              | Ann Haydon Kathleen Thompson-Best                  | Fujie Eguchi Kiiko Watanabe                          |
| Utrecht 1955    | Angelica Rozeanu Ella Constantinescu-Zeller   | Diane Scholer-Rowe Rosalind Rowe                   | Fujie Eguchi Kiiko Watanabe                          |
| Utrecht 1955    | Angelica Rozeanu Ella Constantinescu-Zeller   | Diane Scholer-Rowe Rosalind Rowe                   | Yoshiko Tanaka Shizuki Narahara                      |
| Tokio 1956      | Angelica Rozeanu Ella Constantinescu-Zeller   | Fujie Eguchi Kiiko Watanabe                        | Ann Haydon Diane Scholer-Rowe                        |
| Tokio 1956      | Angelica Rozeanu Ella Constantinescu-Zeller   | Fujie Eguchi Kiiko Watanabe                        | Tomi Ōkawa Yoshiko Tanaka                            |
| Sztokholm 1957  | Livia Mossoczy Ágnes Almási                   | Ann Haydon Diane Scholer-Rowe                      | Maria Alexandru-Golopenta Ella Constantinescu-Zeller |
| Sztokholm 1957  | Livia Mossoczy Ágnes Almási                   | Ann Haydon Diane Scholer-Rowe                      | Hellen Elliot Angelica Rozeanu-Adelstein             |
| Dortmund 1959   | Taeko Namba Kazuko Ito-Yamaizumi              | Fujie Eguchi Kimiyo Matsuzaki                      | Qiu Zhonghui Wang Jian                               |
| Dortmund 1959   | Taeko Namba Kazuko Ito-Yamaizumi              | Fujie Eguchi Kimiyo Matsuzaki                      | Ann Haydon Diane Scholer-Rowe                        |
| Pekin 1961      | Maria Alexandru-Golopenta Georgita Pitica     | Qiu Zhonghui Sun Meiying                           | Han Yuzhen Hu Keming                                 |
| Pekin 1961      | Maria Alexandru-Golopenta Georgita Pitica     | Qiu Zhonghui Sun Meiying                           | Liang Lizhen Wang Jian                               |
| Praga 1963      | Kimiyo Matsuzaki Masako Seki                  | Diane Scholer-Rowe Mary Wright-Shannon             | Qiu Zhonghui Wang Jian                               |
| Praga 1963      | Kimiyo Matsuzaki Masako Seki                  | Diane Scholer-Rowe Mary Wright-Shannon             | Kazuko Ito-Yamaizumi Noriko Yamanaka                 |
| Lublana 1965    | Zheng Minzhi Lin Huiqing                      | Masako Seki Noriko Yamanaka                        | Feng Mengya Li Henan                                 |
| Lublana 1965    | Zheng Minzhi Lin Huiqing                      | Masako Seki Noriko Yamanaka                        | Li Li Liang Lizhen                                   |
| Sztokholm 1967  | Saeko Hirota Sachiko Morisawa                 | Naoko Fukazu Noriko Yamanaka                       | Eva Földi-Koczian Erzsébet Jurik-Heirits             |
| Sztokholm 1967  | Saeko Hirota Sachiko Morisawa                 | Naoko Fukazu Noriko Yamanaka                       | Swietłana Fiodorowa-Grinberg Zoja Rudnowa            |
| Monachium 1969  | Swietłana Fiodorowa-Grinberg Zoja Rudnowa     | Maria Alexandru-Golopenta Eleonora Vlaicov-Mihalca | Ilona Uhliková-Vostová Jitka Karliková               |
| Monachium 1969  | Swietłana Fiodorowa-Grinberg Zoja Rudnowa     | Maria Alexandru-Golopenta Eleonora Vlaicov-Mihalca | Choi Hwan-hwan Choi Jung-sook                        |
| Nagoja 1971     | Zheng Minzhi Lin Huiqing                      | Mieko Hirano Reiko Sakamoto                        | Miho Hamada Yukiko Kawamorita                        |
| Nagoja 1971     | Zheng Minzhi Lin Huiqing                      | Mieko Hirano Reiko Sakamoto                        | Setsuko Kobori Yukie Ohzeki                          |
| Sarajewo 1973   | Maria Alexandru-Golopenta Miho Hamada         | Bao Qiu Mei Lin                                    | Beatrix Kisházi Jill Hammersley                      |
| Sarajewo 1973   | Maria Alexandru-Golopenta Miho Hamada         | Bao Qiu Mei Lin                                    | Tazuko Abe Tomie Edano                               |
| Kolkata 1975    | Maria Alexandru-Golopenta Shoko Takahashi     | Zhu Xiangyun Mei Lin                               | Jelmira Antonian Tatiana Ferdman                     |
| Kolkata 1975    | Maria Alexandru-Golopenta Shoko Takahashi     | Zhu Xiangyun Mei Lin                               | Yukie Ohzeki Sachiko Yokota                          |
| Birmingham 1977 | Pak Yong-ok Yang Ying                         | Zhu Xiangyun Wie Lijie                             | Zhang Li Ge Xin’ai                                   |
| Birmingham 1977 | Pak Yong-ok Yang Ying                         | Zhu Xiangyun Wie Lijie                             | Kim Soon-ok Lee Ki-won                               |
| Pjongjang 1979  | Zhang Deying Zhang Li                         | Ge Xin’ai Yan Guili                                | Song Suk-li Jong Suk-ro                              |
| Pjongjang 1979  | Zhang Deying Zhang Li                         | Ge Xin’ai Yan Guili                                | Erzsébet Plalatinus Gordana Perkučin                 |
| Nowy Sad 1981   | Cao Yanhua Zhang Deying                       | Pu Qijuan Tong Ling                                | Huang Junqun Yan Guili                               |
| Nowy Sad 1981   | Cao Yanhua Zhang Deying                       | Pu Qijuan Tong Ling                                | An Hae-sook Hwang Nam-sook                           |
| Tokio 1983      | Dai Lili Shen Jianping                        | Geng Lijuan Huang Junqun                           | Cao Yanhua Ni Xialian                                |
| Tokio 1983      | Dai Lili Shen Jianping                        | Geng Lijuan Huang Junqun                           | Pu Qijuan Tong Ling                                  |
| Göteborg 1985   | Dai Lili Geng Lijuan                          | Cao Yanhua Ni Xialian                              | Guan Jianhua Jiao Zhimin                             |
| Göteborg 1985   | Dai Lili Geng Lijuan                          | Cao Yanhua Ni Xialian                              | Qi Baoxiang Tong Ling                                |
| Nowe Delhi 1987 | Hyun Jung-hwa Yang Young-ja                   | Dai Lili Li Hufen                                  | Jiao Zhimin He Zhili                                 |
| Nowe Delhi 1987 | Hyun Jung-hwa Yang Young-ja                   | Dai Lili Li Hufen                                  | Cho Jong-hui Li Bun-hui                              |
| Dortmund 1989   | Qiao Hong Deng Yaping                         | Chen Jing Hu Xiaoxin                               | Gao Junchang Ding Yaping                             |
| Dortmund 1989   | Qiao Hong Deng Yaping                         | Chen Jing Hu Xiaoxin                               | Li Jun Liu Wie                                       |
| Chiba 1991      | Chen Zihe Gao Junchang                        | Deng Yaping Qiao Hong                              | Hu Xiaoxin Ding Yaping                               |
| Chiba 1991      | Chen Zihe Gao Junchang                        | Deng Yaping Qiao Hong                              | Li Jun Liu Wie                                       |
| Göteborg 1993   | Liu Wei Qiao Junping                          | Deng Yaping Qiao Hong                              | Gao Junchang Chen Zihe                               |
| Göteborg 1993   | Liu Wei Qiao Junping                          | Deng Yaping Qiao Hong                              | Tan Luichan Po Wachai                                |
| Tiencin 1995    | Deng Yaping Qiao Hong                         | Liu Wei Qiao Junping                               | Wu Na Wang Chen                                      |
| Tiencin 1995    | Deng Yaping Qiao Hong                         | Liu Wei Qiao Junping                               | Krisztina Tóth Csilla Batorfi                        |
| Manchester 1997 | Deng Yaping Yang Ying                         | Wang Nan Li Ju                                     | Qiao Junping Wang Hui                                |
| Manchester 1997 | Deng Yaping Yang Ying                         | Wang Nan Li Ju                                     | Cheng Hongxia Po Wachai                              |
| Eindhoven 1999  | Wang Nan Li Ju                                | Sun Jin Yang Ying                                  | Zhang Yining Zhang Yingying                          |
| Eindhoven 1999  | Wang Nan Li Ju                                | Sun Jin Yang Ying                                  | Park Hae-jung Kim Moo-kyo                            |
| Osaka 2001      | Wang Nan Li Ju                                | Sun Jin Yang Ying                                  | Zhang Yining Zhang Yingying                          |
| Osaka 2001      | Wang Nan Li Ju                                | Sun Jin Yang Ying                                  | Akiko Takeda Mayu Kishi-Kawagoe                      |
| Paryż 2003      | Wang Nan Zhang Yining                         | Niu Jianfeng Guo Yue                               | Li Jia Li Ju                                         |
| Paryż 2003      | Wang Nan Zhang Yining                         | Niu Jianfeng Guo Yue                               | Suk Eun-mi Lee Eun-sil                               |
| Szanghaj 2005   | Wang Nan Zhang Yining                         | Niu Jianfeng Guo Yue                               | Bai Yang Guo Yan                                     |
| Szanghaj 2005   | Wang Nan Zhang Yining                         | Niu Jianfeng Guo Yue                               | Tie Yana Zhang Rui                                   |
| Zagrzeb 2007    | Wang Nan Zhang Yining                         | Guo Yue Li Xiaoxia                                 | Kim Kyung-ah Park Mi-young                           |
| Zagrzeb 2007    | Wang Nan Zhang Yining                         | Guo Yue Li Xiaoxia                                 | Li Jiawei Wang Yuegu                                 |
| Jokohama 2009   | Guo Yue Li Xiaoxia                            | Ding Ning Guo Yan                                  | Jiang Huajun Tie Yana                                |
| Jokohama 2009   | Guo Yue Li Xiaoxia                            | Ding Ning Guo Yan                                  | Kim Kyung-ah Park Mi-young                           |
| Rotterdam 2011  | Guo Yue Li Xiaoxia                            | Ding Ning Guo Yan                                  | Jiang Huajun Tie Yana                                |
| Rotterdam 2011  | Guo Yue Li Xiaoxia                            | Ding Ning Guo Yan                                  | Kim Kyung-ah Park Mi-young                           |
| Paryż 2013      | Guo Yue Li Xiaoxia                            | Ding Ning Liu Shiwen                               | Zhu Yuling Chen Meng                                 |
| Paryż 2013      | Guo Yue Li Xiaoxia                            | Ding Ning Liu Shiwen                               | Feng Tianwei Yu Mengyu                               |
| Suzhou 2015     | Liu Shiwen Zhu Yuling                         | Ding Ning Li Xiaoxia                               | Feng Tianwei Yu Mengyu                               |
| Suzhou 2015     | Liu Shiwen Zhu Yuling                         | Ding Ning Li Xiaoxia                               | Li Jie Li Qian                                       |
| Düsseldorf 2017 | Ding Ning Liu Shiwen                          | Chen Meng Zhu Yuling                               | Feng Tianwei Yu Mengyu                               |
| Düsseldorf 2017 | Ding Ning Liu Shiwen                          | Chen Meng Zhu Yuling                               | Hina Hayata Mima Ito                                 |
| Budapeszt 2019  | Sun Yingsha Wang Manyu                        | Hina Hayata Mima Ito                               | Chen Meng Zhu Yuling                                 |
| Budapeszt 2019  | Sun Yingsha Wang Manyu                        | Hina Hayata Mima Ito                               | Honoka Hashimoto Hitomi Sato                         |

## Gra podwójna mężczyzn
Źródło:
| Mistrzostwa     | Zwycięzcy                         | 2. miejsce                          | 3. miejsce                           |
| --------------- | --------------------------------- | ----------------------------------- | ------------------------------------ |
| Londyn 1926     | Roland Jacobi Daniel Pecsi        | Zoltán Mechlovits Bela von Kehrling | Paul Flussmann Munio Pillinger       |
| Londyn 1926     | Roland Jacobi Daniel Pecsi        | Zoltán Mechlovits Bela von Kehrling | Hedley Penny Cyril Mossford          |
| Sztokholm 1928  | Alfred Liebster Robert Thum       | Fred Perry Charles Bull             | László Bellak Sándor Glancz          |
| Sztokholm 1928  | Alfred Liebster Robert Thum       | Fred Perry Charles Bull             | Roland Jacobi Zoltán Mechlovits      |
| Budapeszt 1929  | Viktor Barna Miklós Szabados      | László Bellak Sándor Glancz         | Charles Bull Fred Perry              |
| Budapeszt 1929  | Viktor Barna Miklós Szabados      | László Bellak Sándor Glancz         | György Szegedi István Reti           |
| Berlin 1930     | Viktor Barna Miklós Szabados      | Alfred Liebster Robert Thum         | László Bellak Sándor Glancz          |
| Berlin 1930     | Viktor Barna Miklós Szabados      | Alfred Liebster Robert Thum         | Hille Nilsson Valter Kolmodin        |
| Budapeszt 1931  | Viktor Barna Miklós Szabados      | István Kelen Lajos-Leopold David    | Manfred Feher Alfred Liebster        |
| Budapeszt 1931  | Viktor Barna Miklós Szabados      | István Kelen Lajos-Leopold David    | Karel Svoboda Jindřich Lauterbach    |
| Praga 1932      | Viktor Barna Miklós Szabados      | László Bellak Sándor Glancz         | David Jones Charles Bull             |
| Praga 1932      | Viktor Barna Miklós Szabados      | László Bellak Sándor Glancz         | István Boros Tibor Házi              |
| Baden 1933      | Viktor Barna Sándor Glancz        | István Kelen Lajos-Leopold David    | Manfred Feher Alfred Liebster        |
| Baden 1933      | Viktor Barna Sándor Glancz        | István Kelen Lajos-Leopold David    | Erwin Kohn Paul Flussmann            |
| Paryż 1934      | Viktor Barna Miklós Szabados      | Sándor Glancz Tibor Házi            | Miloslav Hamar Erwin Kohn            |
| Paryż 1934      | Viktor Barna Miklós Szabados      | Sándor Glancz Tibor Házi            | István Boros Bela Nyitrai            |
| Londyn 1935     | Viktor Barna Miklós Szabados      | Alfred Liebster Adrian Haydon       | Raoul Bedoc Daniel Guerin            |
| Londyn 1935     | Viktor Barna Miklós Szabados      | Alfred Liebster Adrian Haydon       | László Bellak István Kelen           |
| Praga 1936      | Robert Blattner James McClure     | Stanislav Kolář J. Okter-Petricek   | Adolf Šlár Karel Fleischner          |
| Praga 1936      | Robert Blattner James McClure     | Stanislav Kolář J. Okter-Petricek   | Tibor Házi Ferenc Soós               |
| Baden 1937      | Robert Blattner James McClure     | Richard Bergmann Helmut Göbel       | Adolf Slar Miloslav Hamr             |
| Baden 1937      | Robert Blattner James McClure     | Richard Bergmann Helmut Göbel       | Václav Tereba František Hanec-Pivec  |
| Londyn 1938     | Sol Schiff James McClure          | Viktor Barna László Bellak          | Hyman Lurie Eric Filby               |
| Londyn 1938     | Sol Schiff James McClure          | Viktor Barna László Bellak          | Václav Tereba Stanislav Kolář        |
| Kair 1939       | Viktor Barna Richard Bergmann     | Miloslav Hamr Josef Tartakower      | Hyman Lurie Jeffrey Hyde             |
| Kair 1939       | Viktor Barna Richard Bergmann     | Miloslav Hamr Josef Tartakower      | Raoul Bedoc Michel Haguenauer        |
| Paryż 1947      | Adolf Slar Bohumil Váňa           | Johnny Leach Jack Carrington        | Václav Tereba Ladislav Štípek        |
| Paryż 1947      | Adolf Slar Bohumil Váňa           | Johnny Leach Jack Carrington        | Viktor Barna Adrian Haydon           |
| Londyn 1948     | Ladislav Štípek Bohumil Váňa      | Adrian Haydon Ferenc Soós           | Herbert Wunsch Heinrich Bednar       |
| Londyn 1948     | Ladislav Štípek Bohumil Váňa      | Adrian Haydon Ferenc Soós           | Viktor Barna Richard Bergmann        |
| Sztokholm 1949  | Ivan Andreadis František Tokár    | Bohumil Váňa Ladislav Štípek        | Richard Miles Douglas Cartland       |
| Sztokholm 1949  | Ivan Andreadis František Tokár    | Bohumil Váňa Ladislav Štípek        | Tage Flisberg Richard Bergmann       |
| Budapeszt 1950  | Ferenc Sidó Ferenc Soós           | František Tokár Ivan Andreadis      | Josef Turnovský Václav Tereba        |
| Budapeszt 1950  | Ferenc Sidó Ferenc Soós           | František Tokár Ivan Andreadis      | Bohumil Váňa Ladislav Štípek         |
| Wiedeń 1951     | Ivan Andreadis Bohumil Váňa       | Ferenc Sidó József Koczian          | František Tokár Ladislav Štípek      |
| Wiedeń 1951     | Ivan Andreadis Bohumil Váňa       | Ferenc Sidó József Koczian          | Jack Carrington Johnny Leach         |
| Mumbaj 1952     | Norizaku Fuji Tadaki Hayashi      | Richard Bergmann Johnny Leach       | Martin Reisman Douglas Cartland      |
| Mumbaj 1952     | Norizaku Fuji Tadaki Hayashi      | Richard Bergmann Johnny Leach       | Viktor Barna Adrian Haydon           |
| Bukareszt 1953  | József Koczian Ferenc Sidó        | Richard Bergmann Johnny Leach       | Ivan Andreadis Bohumil Váňa          |
| Bukareszt 1953  | József Koczian Ferenc Sidó        | Richard Bergmann Johnny Leach       | Viktor Barna Adrian Haydon           |
| Londyn 1954     | Vilim Harangozo Žarko Dolinar     | Viktor Barna Michel Haguenauer      | Václav Tereba Adolf Šlár             |
| Londyn 1954     | Vilim Harangozo Žarko Dolinar     | Viktor Barna Michel Haguenauer      | Ichirō Ogimura Yoshio Tomita         |
| Utrecht 1955    | Ivan Andreadis Ladislav Štípek    | Vilim Harangozo Žarko Dolinar       | József Koczian Ferenc Sidó           |
| Utrecht 1955    | Ivan Andreadis Ladislav Štípek    | Vilim Harangozo Žarko Dolinar       | Ichirō Ogimura Yoshio Tomita         |
| Tokio 1956      | Ichirō Ogimura Yoshio Tomita      | Ivan Andreadis Ladislav Štípek      | Ludvik Vyhnandovsky Václav Tereba    |
| Tokio 1956      | Ichirō Ogimura Yoshio Tomita      | Ivan Andreadis Ladislav Štípek      | Keisuke Tsunoda Toshiaki Tanaka      |
| Sztokholm 1957  | Ivan Andreadis Ladislav Štípek    | Teruo Murakami Ichirō Ogimura       | Elemer Gyetvai Ferenc Sidó           |
| Sztokholm 1957  | Ivan Andreadis Ladislav Štípek    | Teruo Murakami Ichirō Ogimura       | Toshihiko Myata Keisuke Tsunoda      |
| Dortmund 1959   | Teruo Murakami Ichirō Ogimura     | Ludvik Vyhnandovsky Ladislav Štípek | László Földi Zoltán Berczik          |
| Dortmund 1959   | Teruo Murakami Ichirō Ogimura     | Ludvik Vyhnandovsky Ladislav Štípek | Hans Alser Ake Rakell                |
| Pekin 1961      | Nobuya Hoshino Kōji Kimura        | Ferenc Sidó Zoltán Berczik          | Zhuang Zedong Zhou Lansun            |
| Pekin 1961      | Nobuya Hoshino Kōji Kimura        | Ferenc Sidó Zoltán Berczik          | Wang Jiasheng Li Furong              |
| Praga 1963      | Zhang Xielin Wang Zhiliang        | Zhuang Zedong Xu Yinsheng           | Wang Jiasheng Li Furong              |
| Praga 1963      | Zhang Xielin Wang Zhiliang        | Zhuang Zedong Xu Yinsheng           | Keiichi Miki Ken Konaka              |
| Lublana 1965    | Zhuang Zedong Xu Yinsheng         | Zhang Xielin Wang Zhiliang          | Wang Jiasheng Li Furong              |
| Lublana 1965    | Zhuang Zedong Xu Yinsheng         | Zhang Xielin Wang Zhiliang          | Zhou Lansun Yu Changchun             |
| Sztokholm 1967  | Hans Alser Kjell Johansson        | Anatolij Amelin Stanisław Gomoskow  | Vladimir Miko Jaroslav Stanek        |
| Sztokholm 1967  | Hans Alser Kjell Johansson        | Anatolij Amelin Stanisław Gomoskow  | Mitsuru Kōno Nobuhiko Hasegawa       |
| Monachium 1969  | Hans Alser Kjell Johansson        | Tokio Tasaka Nobuhiko Hasegawa      | Anatolij Amelin Stanisław Gomoskow   |
| Monachium 1969  | Hans Alser Kjell Johansson        | Tokio Tasaka Nobuhiko Hasegawa      | Mitsuru Kōno Shigeo Itō              |
| Nagoja 1971     | István Jónyer Tibor Klampár       | Liang Geliang Zhuang Zedong         | Tokio Tasaka Nobuhiko Hasegawa       |
| Nagoja 1971     | István Jónyer Tibor Klampár       | Liang Geliang Zhuang Zedong         | Katsuyuki Abe Yujiro Imano           |
| Sarajewo 1973   | Stellan Bengtsson Kjell Johansson | István Jónyer Tibor Klampár         | Jean-Denis Constant Jacques Secrétin |
| Sarajewo 1973   | Stellan Bengtsson Kjell Johansson | István Jónyer Tibor Klampár         | Anton Stipančić Dragutin Šurbek      |
| Kolkata 1975    | Gábor Gergely István Jónyer       | Anton Stipančić Dragutin Šurbek     | Jean-Denis Constant Jacques Secrétin |
| Kolkata 1975    | Gábor Gergely István Jónyer       | Anton Stipančić Dragutin Šurbek     | Katsuyuki Abe Shigeo Itō             |
| Birmingham 1977 | Li Zhenshi Liang Geliang          | Huang Liang Lu Yuansheng            | Stellan Bengtsson Kjell Johansson    |
| Birmingham 1977 | Li Zhenshi Liang Geliang          | Huang Liang Lu Yuansheng            | Anton Stipančić Dragutin Šurbek      |
| Pjongjang 1979  | Anton Stipančić Dragutin Šurbek   | István Jónyer Tibor Klampar         | Li Zhenshi Liang Geliang             |
| Pjongjang 1979  | Anton Stipančić Dragutin Šurbek   | István Jónyer Tibor Klampar         | Wang Huyuan Guo Yuehua               |
| Nowy Sad 1981   | Cai Zhenhua Li Zhenshi            | Xie Saike Guo Yuehua                | Jacques Secrétin Patrick Birocheau   |
| Nowy Sad 1981   | Cai Zhenhua Li Zhenshi            | Xie Saike Guo Yuehua                | Anton Stipančić Dragutin Šurbek      |
| Tokio 1983      | Zoran Kalinić Dragutin Šurbek     | Xie Saike Jiang Jialiang            | Yang Yuehua Wang Huyuan              |
| Tokio 1983      | Zoran Kalinić Dragutin Šurbek     | Xie Saike Jiang Jialiang            | Hiroyuki Abe Seiji Ono               |
| Göteborg 1985   | Mikael Appelgren Ulf Carlsson     | Jindřich Panský Milan Orlowski      | Jiang Jialiang Cai Zhenhua           |
| Göteborg 1985   | Mikael Appelgren Ulf Carlsson     | Jindřich Panský Milan Orlowski      | Fan Changmao He Zhiwen               |
| Nowe Delhi 1987 | Chen Longcan Wei Quingguang       | Zoran Primorac Ilja Lupulesku       | Andrzej Grubba Leszek Kucharski      |
| Nowe Delhi 1987 | Chen Longcan Wei Quingguang       | Zoran Primorac Ilja Lupulesku       | Ahn Jae-hyung Yoo Nam-kyu            |
| Dortmund 1989   | Jörg Roßkopf Steffen Fetzner      | Zoran Kalinić Leszek Kucharski      | Chen Longcan Wei Quingguang          |
| Dortmund 1989   | Jörg Roßkopf Steffen Fetzner      | Zoran Kalinić Leszek Kucharski      | Teng Yi Hui Jun                      |
| Chiba 1991      | Peter Karlsson Thomas von Scheele | Wang Tao Lu Lin                     | Dmitrij Mazunow Andrej Mazonow       |
| Chiba 1991      | Peter Karlsson Thomas von Scheele | Wang Tao Lu Lin                     | Jörgen Persson Erik Lindh            |
| Göteborg 1993   | Wang Tao Lu Lin                   | Ma Wenge Zhang Lei                  | Kim Taek-soo Yoo Nam-kyu             |
| Göteborg 1993   | Wang Tao Lu Lin                   | Ma Wenge Zhang Lei                  | Liu Zhigang Liu Guoliang             |
| Tiencin 1995    | Wang Tao Lu Lin                   | Zoran Primorac Uładzimir Samsonau   | Jean-Philippe Gatien Damien Bloi     |
| Tiencin 1995    | Wang Tao Lu Lin                   | Zoran Primorac Uładzimir Samsonau   | Liu Zhigang Liu Guoliang             |
| Manchester 1997 | Liu Guoliang Kong Linghui         | Jan-Ove Waldner Jörgen Persson      | Jean-Philippe Gatien Damien Bloi     |
| Manchester 1997 | Liu Guoliang Kong Linghui         | Jan-Ove Waldner Jörgen Persson      | Kōji Matsushita Hiroshi Shibutani    |
| Eindhoven 1999  | Liu Guoliang Kong Linghui         | Wang Liqin Yan Sen                  | Zoran Primorac Uładzimir Samsonau    |
| Eindhoven 1999  | Liu Guoliang Kong Linghui         | Wang Liqin Yan Sen                  | Park Sang-joon Kim Taek-soo          |
| Osaka 2001      | Wang Liqin Yan Sen                | Liu Guoliang Kong Linghui           | Chiang Peng-lung Chiang Yen-shu      |
| Osaka 2001      | Wang Liqin Yan Sen                | Liu Guoliang Kong Linghui           | Oh Sang-eun Kim Taek-soo             |
| Paryż 2003      | Wang Liqin Yan Sen                | Wang Hao Kong Linghui               | Ma Lin Qin Zhijian                   |
| Paryż 2003      | Wang Liqin Yan Sen                | Wang Hao Kong Linghui               | Oh Sang-eun Kim Taek-soo             |
| Szanghaj 2005   | Kong Linghui Wang Hao             | Timo Boll Christian Süß             | Chen Qi Ma Lin                       |
| Szanghaj 2005   | Kong Linghui Wang Hao             | Timo Boll Christian Süß             | Wang Liqin Yan Sen                   |
| Zagrzeb 2007    | Chen Qi Ma Lin                    | Wang Hao Wang Liqin                 | Ko Lai Chak Li Ching                 |
| Zagrzeb 2007    | Chen Qi Ma Lin                    | Wang Hao Wang Liqin                 | Chang Yen-shu Chiang Peng-lung       |
| Jokohama 2009   | Chen Qi Wang Hao                  | Ma Long Xu Xin                      | Hao Shuai Zhang Jike                 |
| Jokohama 2009   | Chen Qi Wang Hao                  | Ma Long Xu Xin                      | Seiya Kishikawa Jun Mizutani         |
| Rotterdam 2011  | Ma Long Xu Xin                    | Chen Qi Ma Lin                      | Wang Hao Zhang Jike                  |
| Rotterdam 2011  | Ma Long Xu Xin                    | Chen Qi Ma Lin                      | Jung Young-sik Kim Min-seok          |
| Paryż 2013      | Chen Chien-an Chuang Chih-yuan    | Hao Shuai Ma Lin                    | Wang Liqin Zhou Yu                   |
| Paryż 2013      | Chen Chien-an Chuang Chih-yuan    | Hao Shuai Ma Lin                    | Jun Mizutani Seiya Kishikawa         |
| Suzhou 2015     | Xu Xin Zhang Jike                 | Fan Zhendong Zhou Yu                | Lee Sang-su Seo Hyun-deok            |
| Suzhou 2015     | Xu Xin Zhang Jike                 | Fan Zhendong Zhou Yu                | Kenta Matsudaira Kōki Niwa           |
| Düsseldorf 2017 | Fan Zhendong Xu Xin               | Masataka Morizono Yuya Oshima       | Jung Young-sik Lee Sang-su           |
| Düsseldorf 2017 | Fan Zhendong Xu Xin               | Masataka Morizono Yuya Oshima       | Kōki Niwa Maharu Yoshimura           |
| Budapeszt 2019  | Ma Long Wang Chuqin               | Ovidiu Ionescu Álvaro Robles        | Tiago Apolónia Joāo Monteiro         |
| Budapeszt 2019  | Ma Long Wang Chuqin               | Ovidiu Ionescu Álvaro Robles        | Liang Jingkun Lin Gaoyuan            |

## Gra mieszana
Źródło:
| Mistrzostwa     | Zwycięzcy                                   | 2. miejsce                                  | 3. miejsce                                  |
| --------------- | ------------------------------------------- | ------------------------------------------- | ------------------------------------------- |
| Londyn 1926     | Mária Mednyánszky Zoltán Mechlovits         | Roland Jacobi Linda Gleeson                 | Eduard Freudenheim Gertrude Wildam          |
| Londyn 1926     | Mária Mednyánszky Zoltán Mechlovits         | Roland Jacobi Linda Gleeson                 | H.A. Bennett Winifred Land                  |
| Sztokholm 1928  | Mária Mednyánszky Zoltán Mechlovits         | Erika Metzger Daniel Pecsi                  | Joan Ingram Charles Bull                    |
| Sztokholm 1928  | Mária Mednyánszky Zoltán Mechlovits         | Erika Metzger Daniel Pecsi                  | Winifred Land Fred Perry                    |
| Budapeszt 1929  | Anna Sipos István Kelen                     | Magda Gál László Bellak                     | Trude Wildam Alfred Liebster                |
| Budapeszt 1929  | Anna Sipos István Kelen                     | Magda Gál László Bellak                     | Mária Mednyánszky Zoltán Mechlovits         |
| Berlin 1930     | Mária Mednyánszky Miklós Szabados           | Anna Sipos István Kelen                     | Ingeborg Carnatz Viktor Barna               |
| Berlin 1930     | Mária Mednyánszky Miklós Szabados           | Anna Sipos István Kelen                     | Magda Gál Sándor Glancz                     |
| Budapeszt 1931  | Mária Mednyánszky Miklós Szabados           | Anna Sipos Viktor Barna                     | Magda Gál Sándor Glancz                     |
| Budapeszt 1931  | Mária Mednyánszky Miklós Szabados           | Anna Sipos Viktor Barna                     | Marta Komaromi László Bellak                |
| Praga 1932      | Anna Sipos Viktor Barna                     | Mária Mednyánszky Miklós Szabados           | Maria Maskaková Sándor Glancz               |
| Praga 1932      | Anna Sipos Viktor Barna                     | Mária Mednyánszky Miklós Szabados           | Magda Gál Jaroslav Jilek                    |
| Baden 1933      | Mária Mednyánszky István Kelen              | Magda Gál Sándor Glancz                     | Annemarie Schulz Nikita Madjaroglou         |
| Baden 1933      | Mária Mednyánszky István Kelen              | Magda Gál Sándor Glancz                     | Anna Sipos Viktor Barna                     |
| Paryż 1934      | Mária Mednyánszky Miklós Szabados           | Anna Sipos Viktor Barna                     | Marie Šmídová-Masaková Stanislav Kolář      |
| Paryż 1934      | Mária Mednyánszky Miklós Szabados           | Anna Sipos Viktor Barna                     | Kathleen Berry László Bellak                |
| Londyn 1935     | Anna Sipos Viktor Barna                     | Mare Kettnerová Stanislav Kolář             | Margaret Knott-Osborne Adrian Haydon        |
| Londyn 1935     | Anna Sipos Viktor Barna                     | Mare Kettnerová Stanislav Kolář             | Mária Mednyánszky Miklós Szabados           |
| Praga 1936      | Gertrude Kleinová Miloslav Hamr             | Mária Mednyánszky István Kelen              | Marie Šmídová-Masaková Stanislav Kolář      |
| Praga 1936      | Gertrude Kleinová Miloslav Hamr             | Mária Mednyánszky István Kelen              | Annemarie Schulz Helmut Ulrich              |
| Baden 1937      | Věra Votrubcová Bohumil Váňa                | Marie Kettnerová Stanislav Kolář            | Angelica Rozeanu Geza Eros                  |
| Baden 1937      | Věra Votrubcová Bohumil Váňa                | Marie Kettnerová Stanislav Kolář            | Emily Fuller Abe Berenbaum                  |
| Londyn 1938     | Wendy Woodhead László Bellak                | Věra Votrubcová Bohumil Váňa                | Trude Pritzi Alfred Liebster                |
| Londyn 1938     | Wendy Woodhead László Bellak                | Věra Votrubcová Bohumil Váňa                | Marie Kettnerová Václav Tereba              |
| Kair 1939       | Věra Votrubcová Bohumil Váňa                | Marie Kettnerová Václav Tereba              | Trude Pritzi Mansour Helmy                  |
| Kair 1939       | Věra Votrubcová Bohumil Váňa                | Marie Kettnerová Václav Tereba              | Hilde Bussmann Marcel Geargoura             |
| Paryż 1947      | Gizella Lantos-Gervai-Farkas Ferenc Soós    | Vlasta Pokorná-Depetrisová Adolf Šlár       | Margaret Franks Viktor Barna                |
| Paryż 1947      | Gizella Lantos-Gervai-Farkas Ferenc Soós    | Vlasta Pokorná-Depetrisová Adolf Šlár       | Davida Hawthorn William Holzrichter         |
| Londyn 1948     | Thelma Thall Richard Miles                  | Vlasta Pokorná-Depetrisová Bohumil Váňa     | Dóra Beregi Ferenc Sidó                     |
| Londyn 1948     | Thelma Thall Richard Miles                  | Vlasta Pokorná-Depetrisová Bohumil Váňa     | Angelica Rozeanu Richard Bergmann           |
| Sztokholm 1949  | Gizella Lantos-Gervai-Farkas Ferenc Soós    | Květa Hrušková Bohumil Váňa                 | Patricia McLean Martin Reisman              |
| Sztokholm 1949  | Gizella Lantos-Gervai-Farkas Ferenc Soós    | Květa Hrušková Bohumil Váňa                 | Margaret Franks Johnny Leach                |
| Budapeszt 1950  | Gizella Lantos-Gervai-Farkas Ferenc Soós    | Květa Hrušková Bohumil Váňa                 | Eliska Krejcová-Furstová Ladislav Štípek    |
| Budapeszt 1950  | Gizella Lantos-Gervai-Farkas Ferenc Soós    | Květa Hrušková Bohumil Váňa                 | Angelica Rozeanu Ivan Andreadis             |
| Wiedeń 1951     | Angelica Rozeanu Bohumil Váňa               | Ermelinde Rumpler-Wertl Vilim Harangozo     | Rózsi Kárpáti József Koczian                |
| Wiedeń 1951     | Angelica Rozeanu Bohumil Váňa               | Ermelinde Rumpler-Wertl Vilim Harangozo     | Diane Scholer-Rowe Johnny Leach             |
| Mumbaj 1952     | Angelica Rozeanu Ferenc Sidó                | Diane Scholer-Rowe Johnny Leach             | Gizella Lantos-Gervai-Farkas József Koczian |
| Mumbaj 1952     | Angelica Rozeanu Ferenc Sidó                | Diane Scholer-Rowe Johnny Leach             | Rosalind Rowe Viktor Barna                  |
| Bukareszt 1953  | Angelica Rozeanu Ferenc Sidó                | Ermelinde Rumpler-Wertl Žarko Dolinar       | Eva Földi-Koczian László Földi              |
| Bukareszt 1953  | Angelica Rozeanu Ferenc Sidó                | Ermelinde Rumpler-Wertl Žarko Dolinar       | Gizella Lantos-Gervai-Farkas József Koczian |
| Londyn 1954     | Gizella Lantos-Gervai-Farkas Ivan Andreadis | Fujie Eguchi Yoshio Tomita                  | Ermelinde Rumpler-Wertl Žarko Dolinar       |
| Londyn 1954     | Gizella Lantos-Gervai-Farkas Ivan Andreadis | Fujie Eguchi Yoshio Tomita                  | Rosalind Rowe Viktor Barna                  |
| Utrecht 1955    | Eva Földi-Koczian Kalman Szepesi            | Helen Elliot Aubrey Simons                  | Eliska Krejcová-Furstová Ladislav Štípek    |
| Utrecht 1955    | Eva Földi-Koczian Kalman Szepesi            | Helen Elliot Aubrey Simons                  | Shizuki Narahara Toshiaki Tanaka            |
| Tokio 1956      | Leah Neuberger-Thall Erwin Klein            | Ann Haydon Ivan Andreadis                   | Ella Constantinescu-Zeller Toma Reieter     |
| Tokio 1956      | Leah Neuberger-Thall Erwin Klein            | Ann Haydon Ivan Andreadis                   | Yoshiko Tanaka Motoo Fujii                  |
| Sztokholm 1957  | Fujie Eguchi Ichirō Ogimura                 | Ann Haydon Ivan Andreadis                   | Helen Elliot Ludvik Vyhnanovsky             |
| Sztokholm 1957  | Fujie Eguchi Ichirō Ogimura                 | Ann Haydon Ivan Andreadis                   | Taeko Namba Keisuke Tsunoda                 |
| Dortmund 1959   | Fujie Eguchi Ichirō Ogimura                 | Kimiyo Matsuzaki Teruo Murakami             | Gizella Lantos-Gervai-Farkas Zoltán Berczik |
| Dortmund 1959   | Fujie Eguchi Ichirō Ogimura                 | Kimiyo Matsuzaki Teruo Murakami             | Sun Meiying Wang Chuanyao                   |
| Pekin 1961      | Kimiyo Matsuzaki Ichirō Ogimura             | Han Yuzhen Li Furong                        | Sun Meiying Wang Chuanyao                   |
| Pekin 1961      | Kimiyo Matsuzaki Ichirō Ogimura             | Han Yuzhen Li Furong                        | Masako Seki Nobuya Hoshino                  |
| Praga 1963      | Kazuko Ito-Yamaizumi Kōji Kimura            | Masako Seki Keiichi Miki                    | Qiu Zhonghui Zhuang Zedong                  |
| Praga 1963      | Kazuko Ito-Yamaizumi Kōji Kimura            | Masako Seki Keiichi Miki                    | Eva Földi-Koczian János Faházi              |
| Lublana 1965    | Masako Seki Kōji Kimura                     | Lin Huiqing Zhang Xielin                    | Liang Lizhen Zhuang Zedong                  |
| Lublana 1965    | Masako Seki Kōji Kimura                     | Lin Huiqing Zhang Xielin                    | Naoko Fukazu Ken Konaka                     |
| Sztokholm 1967  | Noriko Yamanka Nobuhiko Hasegawa            | Naoko Fukazu Ken Konaka                     | Maria Alexandru Dorin Giurgiuca             |
| Sztokholm 1967  | Noriko Yamanka Nobuhiko Hasegawa            | Naoko Fukazu Ken Konaka                     | Zoja Rudnowa Anatolij Amelin                |
| Monachium 1969  | Yasuko Konno Nobuhiko Hasegawa              | Saeko Hirota Mitsuru Kōno                   | Mary Wright-Shannon Denis Neale             |
| Monachium 1969  | Yasuko Konno Nobuhiko Hasegawa              | Saeko Hirota Mitsuru Kōno                   | Toshiko Kowada Shigeo Itō                   |
| Nagoja 1971     | Lin Huiqing Zhang Xielin                    | Maria Alexandru Anton Stipančić             | Mieko Fukuno Tokuyasu Nishii                |
| Nagoja 1971     | Lin Huiqing Zhang Xielin                    | Maria Alexandru Anton Stipančić             | Diane Scholer-Rowe Eberhard Scholer         |
| Sarajewo 1973   | Li Li Liang Geliang                         | Asta Stankene-Gedraitite Anatolij Strokatow | Cheng Huaiying Yu Changchun                 |
| Sarajewo 1973   | Li Li Liang Geliang                         | Asta Stankene-Gedraitite Anatolij Strokatow | Alice Grofová-Chaldková Josef Dvoracek      |
| Kolkata 1975    | Tatiana Ferdman Stanisław Gomoskow          | Jelmira Antonjan Sarkis Sarchojan           | Zhang Li Liang Geliang                      |
| Kolkata 1975    | Tatiana Ferdman Stanisław Gomoskow          | Jelmira Antonjan Sarkis Sarchojan           | Yukie Ohzeki Shigeo Itō                     |
| Birmingham 1977 | Claude Bergeret Jacques Secrétin            | Sachiko Yokota Tokio Tasaka                 | Yan Guili Li Zhenshi                        |
| Birmingham 1977 | Claude Bergeret Jacques Secrétin            | Sachiko Yokota Tokio Tasaka                 | Lee Ki-won Lee Sang-kuk                     |
| Pjongjang 1979  | Ge Xin’ai Liang Geliang                     | Yan Guili Li Zhenshi                        | Zhang Deying Wang Huiyuan                   |
| Pjongjang 1979  | Ge Xin’ai Liang Geliang                     | Yan Guili Li Zhenshi                        | Claude Bergeret Jacques Secrétin            |
| Nowy Sad 1981   | Huang Junqun Xie Saike                      | Tong Ling Chen Xinhua                       | Huang Liang Pu Qijuan                       |
| Nowy Sad 1981   | Huang Junqun Xie Saike                      | Tong Ling Chen Xinhua                       | Branka Batinić Dragutin Šurbek              |
| Tokio 1983      | Ni Xialian Guo Yuehua                       | Tong Ling Chen Xinhua                       | Cao Yanhua Cai Zhenhua                      |
| Tokio 1983      | Ni Xialian Guo Yuehua                       | Tong Ling Chen Xinhua                       | Huang Junqun Xie Saike                      |
| Göteborg 1985   | Cao Yanhua Cai Zhenhua                      | Marie Hrachová Jindřich Panský              | Jiao Zhimin Fan Changmao                    |
| Göteborg 1985   | Cao Yanhua Cai Zhenhua                      | Marie Hrachová Jindřich Panský              | Tong Ling Chen Xinhua                       |
| Nowe Delhi 1987 | Geng Lijuan Hui Jun                         | Jiao Zhimin Jiang Jialiang                  | Guan Jianhua Wang Hao                       |
| Nowe Delhi 1987 | Geng Lijuan Hui Jun                         | Jiao Zhimin Jiang Jialiang                  | Yang Young-ja Ahn Jae-hyung                 |
| Dortmund 1989   | Hyun Jung-hwa Yoo Nam-kyu                   | Gordana Perkučin Zoran Kalinić              | Chen Jing Chen Zhiein                       |
| Dortmund 1989   | Hyun Jung-hwa Yoo Nam-kyu                   | Gordana Perkučin Zoran Kalinić              | Gao Junchang Chen Longcan                   |
| Chiba 1991      | Liu Wei Wang Tao                            | Chen Zihe Xie Chaojie                       | Li Bun-hui Kim Song-hui                     |
| Chiba 1991      | Liu Wei Wang Tao                            | Chen Zihe Xie Chaojie                       | Otilia Bădescu Kalinikos Kreannga           |
| Göteborg 1993   | Liu Wei Wang Tao                            | Hyun Jung-hwa Yoo Nam-kyu                   | Bok Yu-sun Li Sung-il                       |
| Göteborg 1993   | Liu Wei Wang Tao                            | Hyun Jung-hwa Yoo Nam-kyu                   | Qiao Yunping Ma Wenige                      |
| Tiencin 1995    | Liu Wei Wang Tao                            | Deng Yaping Kong Linghui                    | Ryu Ji-hae Lee Chul-seung                   |
| Tiencin 1995    | Liu Wei Wang Tao                            | Deng Yaping Kong Linghui                    | Marie Svensson Erik Lindh                   |
| Manchester 1997 | Wu Na Liu Guoliang                          | Deng Yaping Kong Linghui                    | Wang Nan Wang Liqin                         |
| Manchester 1997 | Wu Na Liu Guoliang                          | Deng Yaping Kong Linghui                    | Chen Jing Chiang Peng-lung                  |
| Eindhoven 1999  | Zhang Yingying Ma Lin                       | Jin Sun Feng Zhe                            | Wang Nan Wang Liqin                         |
| Eindhoven 1999  | Zhang Yingying Ma Lin                       | Jin Sun Feng Zhe                            | Wang Ying Qin Zhijian                       |
| Osaka 2001      | Yang Ying Qin Zhijian                       | Kim Moo-kyo Oh Sang-eun                     | Bai Yang Zhan Jian                          |
| Osaka 2001      | Yang Ying Qin Zhijian                       | Kim Moo-kyo Oh Sang-eun                     | Jin Sun Liu Guoliang                        |
| Paryż 2003      | Wang Nan Ma Lin                             | Bai Yang Liu Guozheng                       | Li Nan Wang Hao                             |
| Paryż 2003      | Wang Nan Ma Lin                             | Bai Yang Liu Guozheng                       | Niu Jianfeng Qin Zhijian                    |
| Szanghaj 2005   | Guo Yue Wang Liqin                          | Bai Yang Liu Guozheng                       | Cao Zhen Qiu Yike                           |
| Szanghaj 2005   | Guo Yue Wang Liqin                          | Bai Yang Liu Guozheng                       | Guo Yan Yan Sen                             |
| Zagrzeb 2007    | Wang Liqin Guo Yue                          | Ma Lin Wang Nan                             | Qiu Yike Cao Zhen                           |
| Zagrzeb 2007    | Wang Liqin Guo Yue                          | Ma Lin Wang Nan                             | Lai Chak Ko Yana Tie                        |
| Jokohama 2009   | Li Ping Cao Zhen                            | Zhang Jike Mu Zi                            | Hao Shuai Chang Chenchen                    |
| Jokohama 2009   | Li Ping Cao Zhen                            | Zhang Jike Mu Zi                            | Zhang Chao Yao Yan                          |
| Rotterdam 2011  | Zhang Cao Cao Zhen                          | Hao Shuai Mu Zi                             | Jiang Huajun Cheung Yuk                     |
| Rotterdam 2011  | Zhang Cao Cao Zhen                          | Hao Shuai Mu Zi                             | Ai Fukuhara Seiya Kishikawa                 |
| Paryż 2013      | Kim Hyok-bong Kim Jong                      | Lee Sang-su Park Young-sook                 | Jiang Huajun Cheung Yuk                     |
| Paryż 2013      | Kim Hyok-bong Kim Jong                      | Lee Sang-su Park Young-sook                 | Wang Liqin Rao Jingwen                      |
| Suzhou 2015     | Xu Xin Yang Ha-eun                          | Maharu Yoshimura Kasumi Ishikawa            | Kim Hyok-bong Kim Jong                      |
| Suzhou 2015     | Xu Xin Yang Ha-eun                          | Maharu Yoshimura Kasumi Ishikawa            | Wong Chun Ting Doo Hoi Kem                  |
| Düsseldorf 2017 | Maharu Yoshimura Kasumi Ishikawa            | Chen Chien-an Cheng I-ching                 | Fang Bo Petrissa Solja                      |
| Düsseldorf 2017 | Maharu Yoshimura Kasumi Ishikawa            | Chen Chien-an Cheng I-ching                 | Wong Chun Ting Doo Hoi Kem                  |
| Budapeszt 2019  | Xu Xin Liu Shiwen                           | Maharu Yoshimura Kasumi Ishikawa            | Fan Zhendong Ding Ning                      |
| Budapeszt 2019  | Xu Xin Liu Shiwen                           | Maharu Yoshimura Kasumi Ishikawa            | Patrick Franziska Petrissa Solja            |

## Zawody drużynowe kobiet
Źródło:
| Mistrzostwa       | Zwyciężczynie     | 2. miejsce        | 3. miejsce        |
| ----------------- | ----------------- | ----------------- | ----------------- |
| Paryż 1933        | III Rzesza        | Węgry             | Czechosłowacja    |
| Londyn 1935       | Czechosłowacja    | Węgry             | III Rzesza        |
| Praga 1936        | Czechosłowacja    | Stany Zjednoczone | –                 |
| Praga 1936        | Czechosłowacja    | III Rzesza        | –                 |
| Baden 1937        | Stany Zjednoczone | III Rzesza        | Czechosłowacja    |
| Londyn 1938       | Czechosłowacja    | Anglia            | Austria           |
| Kair 1939         | III Rzesza        | Czechosłowacja    | Rumunia           |
| Paryż 1947        | Anglia            | Węgry             | Czechosłowacja    |
| Paryż 1947        | Anglia            | Węgry             | Stany Zjednoczone |
| Londyn 1948       | Anglia            | Węgry             | Rumunia           |
| Londyn 1948       | Anglia            | Węgry             | Czechosłowacja    |
| Sztokholm 1949    | Stany Zjednoczone | Anglia            | Francja           |
| Sztokholm 1949    | Stany Zjednoczone | Anglia            | Węgry             |
| Budapeszt 1950    | Rumunia           | Węgry             | Anglia            |
| Budapeszt 1950    | Rumunia           | Węgry             | Czechosłowacja    |
| Wiedeń 1951       | Rumunia           | Austria           | Anglia            |
| Wiedeń 1951       | Rumunia           | Austria           | Walia             |
| Mumbaj 1952       | Japonia           | Rumunia           | Anglia            |
| Bukareszt 1953    | Rumunia           | Anglia            | Austria           |
| Bukareszt 1953    | Rumunia           | Anglia            | Węgry             |
| Londyn 1954       | Japonia           | Węgry             | Anglia            |
| Utrecht 1955      | Rumunia           | Japonia           | Anglia            |
| Tokio 1956        | Rumunia           | Anglia            | Japonia           |
| Sztokholm 1957    | Japonia           | Rumunia           | Chiny             |
| Dortmund 1959     | Japonia           | Korea Południowa  | Chiny             |
| Pekin 1961        | Japonia           | Chiny             | Rumunia           |
| Praga 1963        | Japonia           | Rumunia           | Chiny             |
| Praga 1963        | Japonia           | Rumunia           | Węgry             |
| Lublana 1965      | Chiny             | Japonia           | Anglia            |
| Sztokholm 1967    | Japonia           | ZSRR              | Węgry             |
| Monachium 1969    | ZSRR              | Rumunia           | Japonia           |
| Nagoja 1971       | Japonia           | ZSRR              | Korea Południowa  |
| Sarajewo 1973     | Korea Południowa  | Chiny             | Japonia           |
| Kolkata 1975      | Chiny             | Korea Południowa  | Japonia           |
| Birmingham 1977   | Chiny             | Korea Południowa  | Korea Północna    |
| Pjongjang 1979    | Chiny             | Korea Północna    | Japonia           |
| Nowy Sad 1981     | Chiny             | Korea Południowa  | Korea Północna    |
| Tokio 1983        | Chiny             | Japonia           | Korea Północna    |
| Göteborg 1985     | Chiny             | Korea Północna    | Korea Południowa  |
| Nowe Delhi 1987   | Chiny             | Korea Południowa  | Węgry             |
| Dortmund 1989     | Chiny             | Korea Południowa  | Hongkong          |
| Chiba 1991        | Korea             | Chiny             | Francja           |
| Göteborg 1993     | Chiny             | Korea Północna    | Korea Południowa  |
| Tiencin 1995      | Chiny             | Korea Południowa  | Hongkong          |
| Manchester 1997   | Chiny             | Korea Północna    | Niemcy            |
| Kuala Lumpur 2000 | Chiny             | Chińskie Tajpej   | Korea Południowa  |
| Kuala Lumpur 2000 | Chiny             | Chińskie Tajpej   | Rumunia           |
| Osaka 2001        | Chiny             | Korea Północna    | Japonia           |
| Osaka 2001        | Chiny             | Korea Północna    | Korea Południowa  |
| Doha 2004         | Chiny             | Hongkong          | Japonia           |
| Brema 2006        | Chiny             | Hongkong          | Białoruś          |
| Brema 2006        | Chiny             | Hongkong          | Japonia           |
| Kanton 2008       | Chiny             | Singapur          | Hongkong          |
| Kanton 2008       | Chiny             | Singapur          | Japonia           |
| Moskwa 2010       | Singapur          | Chiny             | Japonia           |
| Moskwa 2010       | Singapur          | Chiny             | Niemcy            |
| Dortmund 2012     | Chiny             | Singapur          | Hongkong          |
| Dortmund 2012     | Chiny             | Singapur          | Korea Południowa  |
| Tokio 2014        | Chiny             | Japonia           | Hongkong          |
| Tokio 2014        | Chiny             | Japonia           | Singapur          |
| Kuala Lumpur 2016 | Chiny             | Japonia           | Korea Północna    |
| Kuala Lumpur 2016 | Chiny             | Japonia           | Chińskie Tajpej   |
| Halmstad 2018     | Chiny             | Japonia           | Hongkong          |
| Halmstad 2018     | Chiny             | Japonia           | Korea             |

## Zawody drużynowe mężczyzn
Źródło:
| Mistrzostwa       | Zwycięzcy         | 2. miejsce        | 3. miejsce         |
| ----------------- | ----------------- | ----------------- | ------------------ |
| Londyn 1926       | Węgry             | Austria           | Anglia             |
| Londyn 1926       | Węgry             | Austria           | Indie Brytyjskie   |
| Sztokholm 1928    | Węgry             | Austria           | Anglia             |
| Budapeszt 1929    | Węgry             | Austria           | Anglia             |
| Berlin 1930       | Węgry             | Szwecja           | Czechosłowacja     |
| Budapeszt 1931    | Węgry             | Anglia            | –                  |
| Budapeszt 1931    | Węgry             | Czechosłowacja    | –                  |
| Praga 1932        | Czechosłowacja    | Węgry             | Austria            |
| Baden 1933        | Węgry             | Czechosłowacja    | Austria            |
| Baden 1933        | Węgry             | Czechosłowacja    | Anglia             |
| Paryż 1934        | Węgry             | Austria           | –                  |
| Paryż 1934        | Węgry             | Czechosłowacja    | –                  |
| Londyn 1935       | Węgry             | Czechosłowacja    | Austria            |
| Londyn 1935       | Węgry             | Czechosłowacja    | Polska             |
| Praga 1936        | Austria           | Rumunia           | Czechosłowacja     |
| Praga 1936        | Austria           | Rumunia           | Francja            |
| Praga 1936        | Austria           | Rumunia           | Węgry              |
| Praga 1936        | Austria           | Rumunia           | Polska             |
| Baden 1937        | Stany Zjednoczone | Węgry             | Czechosłowacja     |
| Londyn 1938       | Węgry             | Austria           | Stany Zjednoczone  |
| Londyn 1938       | Węgry             | Austria           | Czechosłowacja     |
| Kair 1939         | Czechosłowacja    | Jugosławia        | Anglia             |
| Paryż 1947        | Czechosłowacja    | Stany Zjednoczone | Austria            |
| Paryż 1947        | Czechosłowacja    | Stany Zjednoczone | Francja            |
| Londyn 1948       | Czechosłowacja    | Francja           | Austria            |
| Londyn 1948       | Czechosłowacja    | Francja           | Stany Zjednoczone  |
| Sztokholm 1949    | Węgry             | Czechosłowacja    | Anglia             |
| Sztokholm 1949    | Węgry             | Czechosłowacja    | Stany Zjednoczone  |
| Budapeszt 1950    | Czechosłowacja    | Węgry             | Anglia             |
| Budapeszt 1950    | Czechosłowacja    | Węgry             | Francja            |
| Wiedeń 1951       | Czechosłowacja    | Węgry             | Jugosławia         |
| Mumbaj 1952       | Węgry             | Anglia            | Japonia            |
| Mumbaj 1952       | Węgry             | Anglia            | Hongkong           |
| Bukareszt 1953    | Anglia            | Węgry             | Francja            |
| Bukareszt 1953    | Anglia            | Węgry             | Czechosłowacja     |
| Londyn 1954       | Japonia           | Czechosłowacja    | Anglia             |
| Utrecht 1955      | Japonia           | Czechosłowacja    | Węgry              |
| Utrecht 1955      | Japonia           | Czechosłowacja    | Anglia             |
| Tokio 1956        | Japonia           | Czechosłowacja    | Chiny              |
| Tokio 1956        | Japonia           | Czechosłowacja    | Rumunia            |
| Sztokholm 1957    | Japonia           | Węgry             | Chiny              |
| Sztokholm 1957    | Japonia           | Węgry             | Czechosłowacja     |
| Dortmund 1959     | Japonia           | Węgry             | Chiny              |
| Dortmund 1959     | Japonia           | Węgry             | Wietnam Południowy |
| Pekin 1961        | Chiny             | Japonia           | Węgry              |
| Praga 1963        | Chiny             | Japonia           | RFN                |
| Praga 1963        | Chiny             | Japonia           | Szwecja            |
| Lublana 1965      | Chiny             | Japonia           | Korea Północna     |
| Sztokholm 1967    | Chiny             | Korea Północna    | Szwecja            |
| Monachium 1969    | Japonia           | RFN               | Jugosławia         |
| Nagoja 1971       | Chiny             | Japonia           | Jugosławia         |
| Sarajewo 1973     | Szwecja           | Chiny             | Japonia            |
| Kolkata 1975      | Chiny             | Jugosławia        | Szwecja            |
| Birmingham 1977   | Chiny             | Japonia           | Szwecja            |
| Pjongjang 1979    | Węgry             | Chiny             | Japonia            |
| Nowy Sad 1981     | Chiny             | Węgry             | Japonia            |
| Tokio 1983        | Chiny             | Szwecja           | Węgry              |
| Göteborg 1985     | Chiny             | Szwecja           | Polska             |
| Nowe Delhi 1987   | Chiny             | Szwecja           | Korea Północna     |
| Dortmund 1989     | Szwecja           | Chiny             | Korea Północna     |
| Chiba 1991        | Szwecja           | Jugosławia        | Czechosłowacja     |
| Göteborg 1993     | Szwecja           | Chiny             | Niemcy             |
| Tiencin 1995      | Chiny             | Szwecja           | Korea Południowa   |
| Manchester 1997   | Chiny             | Francja           | Korea Południowa   |
| Kuala Lumpur 2000 | Szwecja           | Chiny             | Włochy             |
| Kuala Lumpur 2000 | Szwecja           | Chiny             | Japonia            |
| Osaka 2001        | Chiny             | Belgia            | Korea Południowa   |
| Osaka 2001        | Chiny             | Belgia            | Szwecja            |
| Doha 2004         | Chiny             | Niemcy            | Korea Południowa   |
| Brema 2006        | Chiny             | Korea Południowa  | Hongkong           |
| Brema 2006        | Chiny             | Korea Południowa  | Niemcy             |
| Kanton 2008       | Chiny             | Korea Południowa  | Hongkong           |
| Kanton 2008       | Chiny             | Korea Południowa  | Japonia            |
| Moskwa 2010       | Chiny             | Niemcy            | Japonia            |
| Moskwa 2010       | Chiny             | Niemcy            | Korea Południowa   |
| Dortmund 2012     | Chiny             | Niemcy            | Korea Południowa   |
| Dortmund 2012     | Chiny             | Niemcy            | Japonia            |
| Tokio 2014        | Chiny             | Niemcy            | Chińskie Tajpej    |
| Tokio 2014        | Chiny             | Niemcy            | Japonia            |
| Kuala Lumpur 2016 | Chiny             | Japonia           | Korea Południowa   |
| Kuala Lumpur 2016 | Chiny             | Japonia           | Anglia             |
| Halmstad 2018     | Chiny             | Niemcy            | Korea Południowa   |
| Halmstad 2018     | Chiny             | Niemcy            | Szwecja            |